# Johannes Zerl
Johannes Zerl, född 14 december 1677 i Stockholm, död 16 september 1748 i Ekeby socken, var en svensk präst i Ekeby församling. 

## Biografi
Johannes Zerl föddes 14 december 1677 i Stockholm. Han var son till mässingsslagaråldermannen Johan Zerl och Margareta Tiel i Norrköping. Zerl blev student vid Uppsala universitet 1691 och prästvigdes 6 december 1699. Han blev komminister i S:t Laurentii församling, Söderköping 1700 och i Sankt Olofs församling, Norrköping 1705. Zerl blev 1713 kyrkoherde i Ekeby församling och 17 augusti 1727 kontraktsprost i Göstrings kontrakt. Han var respondent vid prästmötet 1716 och predikant vid prästmötet 1729. Zerl avled 16 september 1748 i Ekeby socken.

### Familj
Zerl gifte sig 9 juli 1701 med Anna Katarina Barthels. Hon var dotter till Hans Barthels och Sigrid Christiansdotter i Söderköping. De fick tillsammans barnen Johannes Zerl (1702–1705), Maria Zerl (född 1703), Margareta Zerl (född 1709) och kyrkoherden Gabriel Zerl (1723–1793) i Högby församling.